# А1 България
„А1 България“ (до 18 май 2018 година – „Мобилтел“) е телекомуникационен оператор в България. Предлага мобилни и фиксирани телефонни услуги, интернет, интерактивна, цифрова и сателитна телевизия, четири собствени спортни канала с марката MAX Sport, платежни услуги, ИКТ, облачно съхранение и IoT бизнес решения на над 4,8 милиона клиенти.
От 2017 година предприятието е собственост на A1 Telekom Austria Group, европейският клон на мексиканската далекосъобщителна компания „Америка Мовил“ в съдружие с правителството на Австрия.
А1 е исторически първи GSM мобилен оператор и към 2016 е най-големият в България с над 58 % от броя на абонатите на мобилна телефонна услуга и реализираните приходи. Фиксираната мрежа покрива над 3 милиона български домакинства. Към началото на 2015 г. 3G мрежата на компанията покрива 67,6 % от населението на България, които живеят в 261 населени места. През януари 2017 г. компанията стартира собствени спортни телевизионни канали като част от групата Макс Спорт.
През 2021 г. A1 България отчита приходи от 574,1 млн. евро, а сравнимата EBITDA e 218,3 млн. евро.

## История
А1 България е първият GSM мобилен оператор в България, основан през 1994 г. Първата GSM мрежа е пусната официално през септември 1995 г. с търговска марка „Цитрон“. Преди него в страната се предлага мобилната услуга „Мобифон“ на Мобиком, която е аналогова.
Получава лиценз през 1992 година. Първи собственик на компанията е Красимир Стойчев. През 1996 година фирмата става собственост на руския бизнесмен Григорий Лучански. Майкъл Чорни става собственик през 1997 г.
От 2005 насам компанията е собственост на Мобилком Булгариен Бетайлугунгсфервалтунгс ГМБХ, част от австрийския телекомуникационен доставчик Telekom Austria Group.
През 1997 г. мрежата покрива само градовете София, Варна, Бургас, Пловдив и Пазарджик. През 1999 г. потребителите на Мобилтел наброяват 100 000. Стартира услугата изпращане на SMS, а мрежата покрива 60% от територията на България и 85% от населението. През 2000 г. GSM мрежата на Мобилтел покрива 76%, през 2002 – 82% от територията на страната, а през 2013 година има най-голямо 3G покритие както по територия – 97,87%, така и по население – 99,73% (според доклади на КРС).
А1 първи въвежда редица нови технологии и предлага нови услуги в страната:
- 2001 г. – предплатена услуга – Мтел Prima. Въведена е „Гласова поща“;
- 2004 г. – мобилен интернет и WAP през GPRS;
- 2005 г. – UMTS и EDGE;
- 2006 г. – WiMAX мрежа;
- 2009 г. – технология HSPA.

През 2008 г. компанията навлиза на пазара на фиксирани услуги и започва да предлага фиксирана телефония. През 2011 г. придобива два оператора на високоскоростни фиксирани мрежи – Спектър Нет АД и Megalan Network. и започва да предлага освен телефония и високоскоростен интернет и цифрова телевизия.
В края на 2011 г. е демонстрирана и първата тестова мобилна мрежа от четвърто поколение по стандарта LTE. На 1 януари 2012 г. Мтел пуска тестово LTE за бизнес клиенти.
През 2014 г. А1 пуска цифрова телевизия през сателитна технология (DTH) с покритие в цялата страна.
През юли 2015 г. А1 и Макс подписват договор за национален роуминг с първото споразумение за споделяне на мрежи на българския телеком пазар. Същия месец Мтел придобива кабелния оператор blizoo.

През май 2018 година Мтел официално се преименува на A1 България.

## Търговски марки

### Мтел
Най-старата търговска марка на компанията е Мтел. С нея пет поредни години Мобилтел печели първа награда в категорията „Телекомуникации“ в националната класация „Моите любими марки“. Компанията печели и наградата за „Най-силна марка в страната“ на Super Brands България за 2006 и 2008 г.
През 2012 г. компанията възприема нова бранд-идентичност, която отразява трансформацията ѝ в доставчик на цялостни телекомуникационни услуги. Компанията променя своя слоган, музикален подпис и лого. Логото от 2012 г. е образувано от буквата „М“, стилизирана във формата на знака за безкрайност, и текста на латиница „tel“.
Две години по-късно компанията има нов слоган – „Ти водиш“. През същата година в класация на списание Business Lady марката е обявена за „Любима марка на българския потребител“.

### bob
През 2011 г. компанията въвежда нова марка bob, предназначена само за мобилна телефония. Номерата започват с 09. Впоследствие е добавен и мобилен интернет. Марката bob съществува като отделен мобилен оператор до 2018 г., когато се слива с Мтел.

### Loop
През 2006 г. e обявен план с търговска марка Loop, насочен към младежката аудитория до 26 години. Съществува до 2018 г.

### A1
През 2017 г. е обявен план за ребрандиране. Той е част от цялостния план за единен бранд на Telekom Austria Group.

## Противоречия
Поради нелоялна търговска практика, компанията е санкционирана от Комисията за защита на потребителите, като санкцията е потвърдена от Върховния административен съд през януари 2016 година. На 3 октомври 2014 ВАС потвърждава друга санкция на КЗП срещу „Мобилтел“ ЕАД за предоставяне на невярна информация на потребителите
Европейският арбитраж в Прага отсъди в полза на Асоциацията на потребителите на телекомуникационни и интернет услуги (АПТИУ) по дело срещу „Мобилтел ЕАД“ Комисията за защита на конкуренцията (КЗК) глоби компанията заради игра с подаръци, като санкцията е за 361 000 лв.
Заради начисляване на амортизация върху „Търговска марка“, компанията е обект на ревизия от страна на Национална агенция за приходите и иск за невнесени данъци в размер на 77 000 000 лв. С решение от 22 февруари 2017 на Върховен административен съд, искът е уважен.